# Patima
Patima  es un género de plantas con flores perteneciente a la familia de las rubiáceas. Incluye una sola especie: Patima guianensis Aubl. (1775).
Es nativo de Guayana a Brasil.